# Kostel svatého Mikuláše (Třtice)
Kostel svatého Mikuláše na návsi středočeské obce Třtice je filiální kostel novostrašecké farnosti. Současná stavba v barokním slohu pochází z 18., respektive 19. století. Od roku 1999 je kostel uzavřený.

## Historie

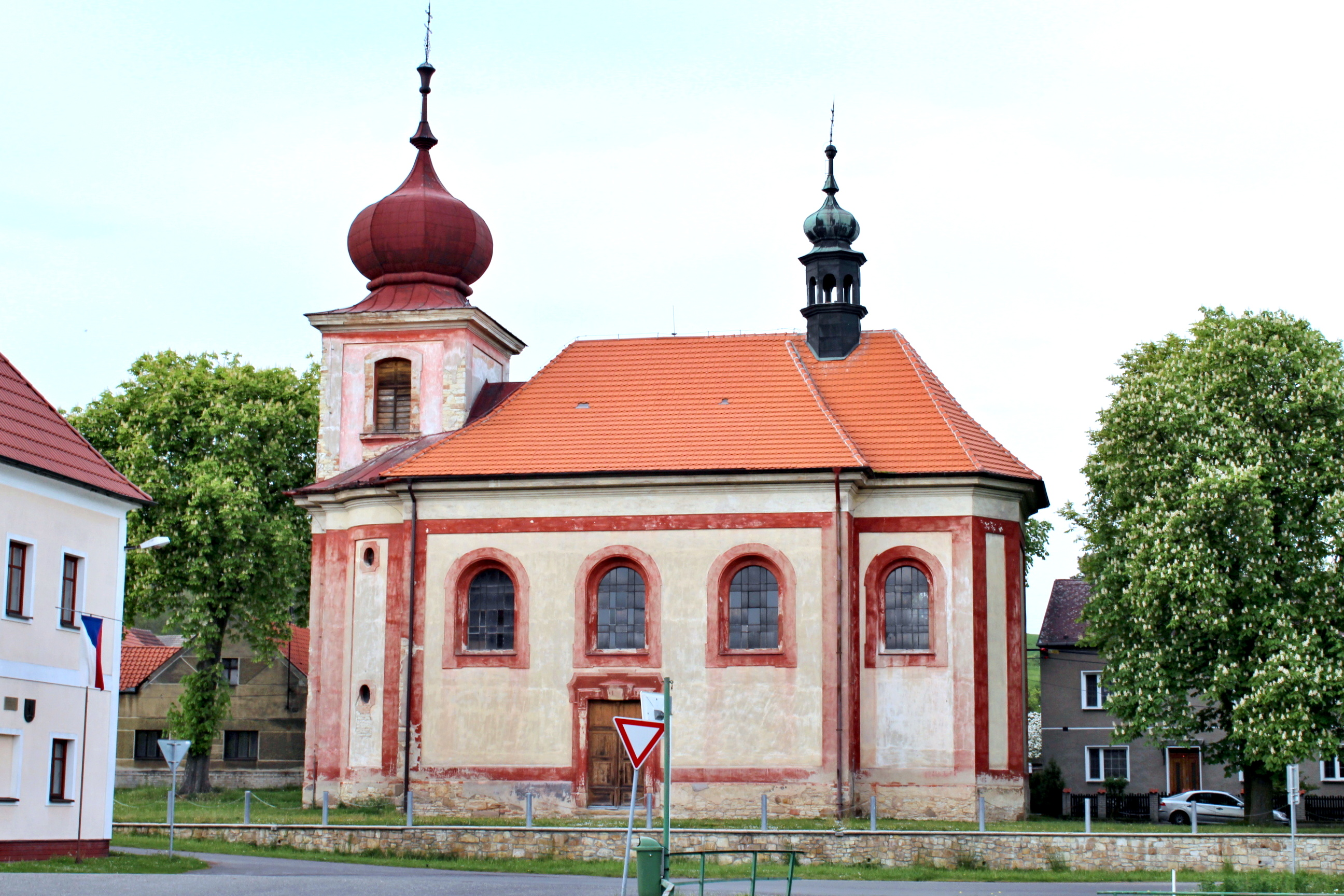
Kostel svatého Mikuláše ve Třtici

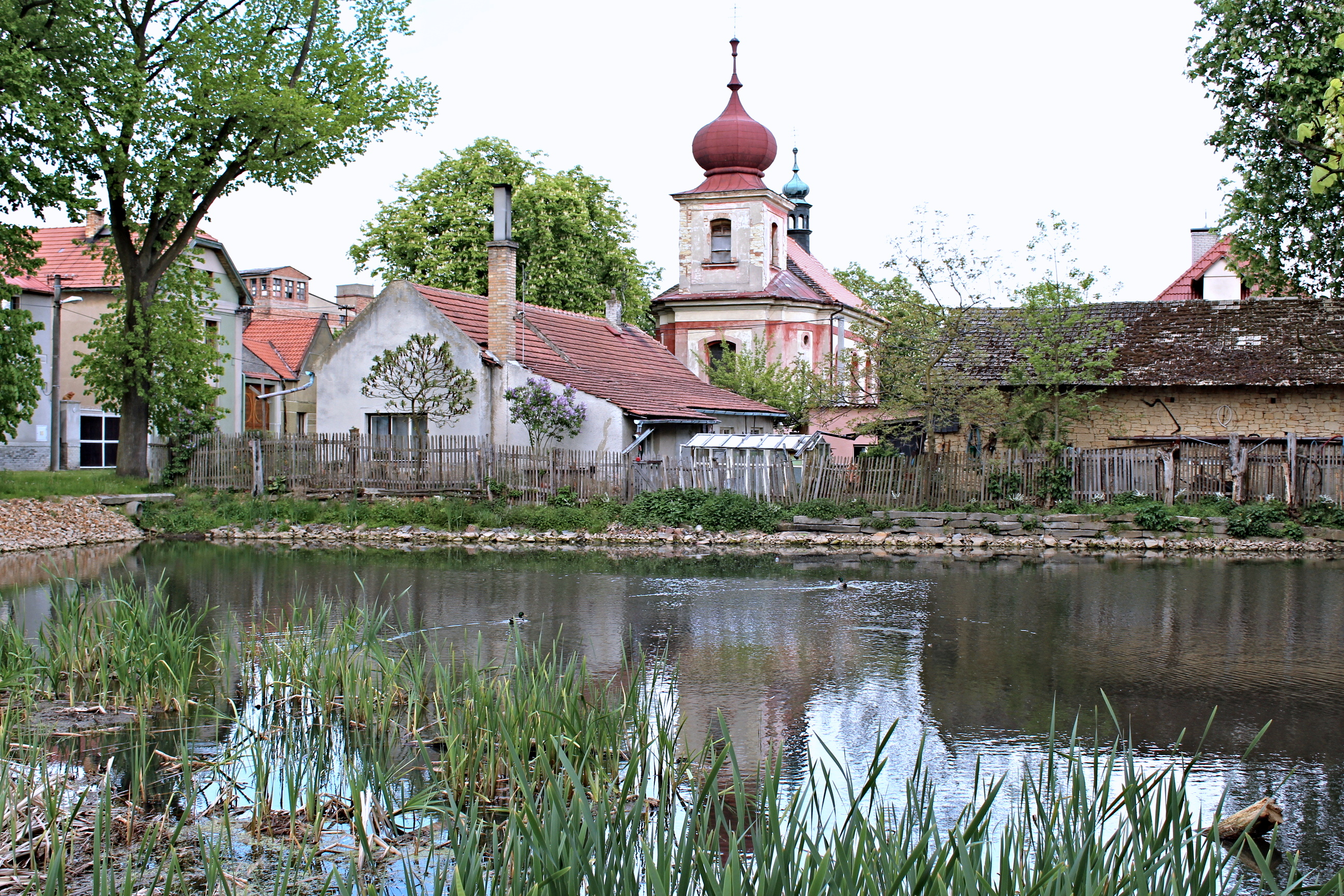
Třtice horní náves s Prostředním rybníkem nad kostelem

Podle záznamu z obecní kroniky pocházejí od Bohuslava Balbína první zmínky o třtickém kostelu v gotickém slohu. Ten byl zasvěcen patrně sv. Václavovi. Tuto domněnku by mohl dokazovat záhadný, dosud ne uspokojivě rozluštěný nápis na kameni ve zdi kostela na východní straně za kněžištěm, z něhož je patrné pouze písmeno W. Podle Balbína měl kostel již ve 13. století vlastního plebána.
Původně stál kostel na malém návrší hřbitova obehnaném zdí a stávala při něm kostnice. Hřbitov byl zrušen v roce 1820 a o dva roky později vznikl nový za vsí.
Za husitských válek byly kostel s farou vypleněny a po několik staletí opuštěny. Zničený kostel byl v barokní podobě obnoven teprve ve druhé čtvrtině 18. století, a to podle plánů architekta Františka Ignáce Prée (1702-1755), jenž působil na Křivoklátském panství ve službách Valdštejnů a Fürstenbergů. Z této doby pochází více jeho kostelů. Fara již obnovena nebyla.
V době kolem roku 1840 byl kostel upraven do dnešní podoby.

## Popis
Stavba je jednolodní, sklenutá valenou klenbou s lunetami, čtvercové kněžiště je plochostropé.
Kostelní věž, zakončená cibulovitou bání, ukrývá z původních čtyř zvonů vinou válečných rekvizic už jen jediný – zvon Svaté Trojice z dílny rakovnického mistra Flemmika (či Flemníka) z roku 1607.
Na hlavní oltář z roku 1881 namaloval obraz sv. Mikuláše Z. J. Bernard, obrazy sv. Terezie z Avily a sv. Alžběty na postranní oltáře dodal Emil Johann Lauffer. Roku 1875 byla na postranní oltář přivezena socha Panny Marie z pražského kostela sv. Maří Magdaleny na Malé Straně v Karmelitské ulici. Unikátní cínová křtitelnice patří dnes k expozici hradního muzea na hradě Křivoklátě.

## 20. století
Po roce 1970 byl kostel opakovaně vykraden a od roku 1999 je zcela uzavřen.